# La Séparation (téléfilm, 1968)

La Séparation est un téléfilm français écrit et réalisé en 1968 par Maurice Cazeneuve, et tourné à Lectoure (Gers), ville natale du réalisateur.

## Synopsis
Louis Vigné, vieux monsieur, modeste fonctionnaire à la retraite, achève paisiblement une vie sans histoires auprès de sa femme. Lorsque celle-ci meurt, il se retrouve seul, seul avec les autres, seul avec les objets, seul avec lui-même. En quelques jours, il va mesurer l'étendue du bonheur qu'il a vécu et ne trouvera la paix que dans le petit cimetière où sa femme est enterrée.

## Distribution
- Charles Vanel : Louis Vigné
- Paul Bonifas : l'archiprêtre
- Catherine Coste : Catherine
- Simone Roche : Marthe
- Lise Norpel : Léa
- Jeanne Pérez : grand-mère Mélanie
- Roger Bontemps : le docteur
- René Eufe : Ligarde
- Mag Avril : la voisine
- Édouard Rousseau : le secrétaire